# Художественный музей Дидрихсена

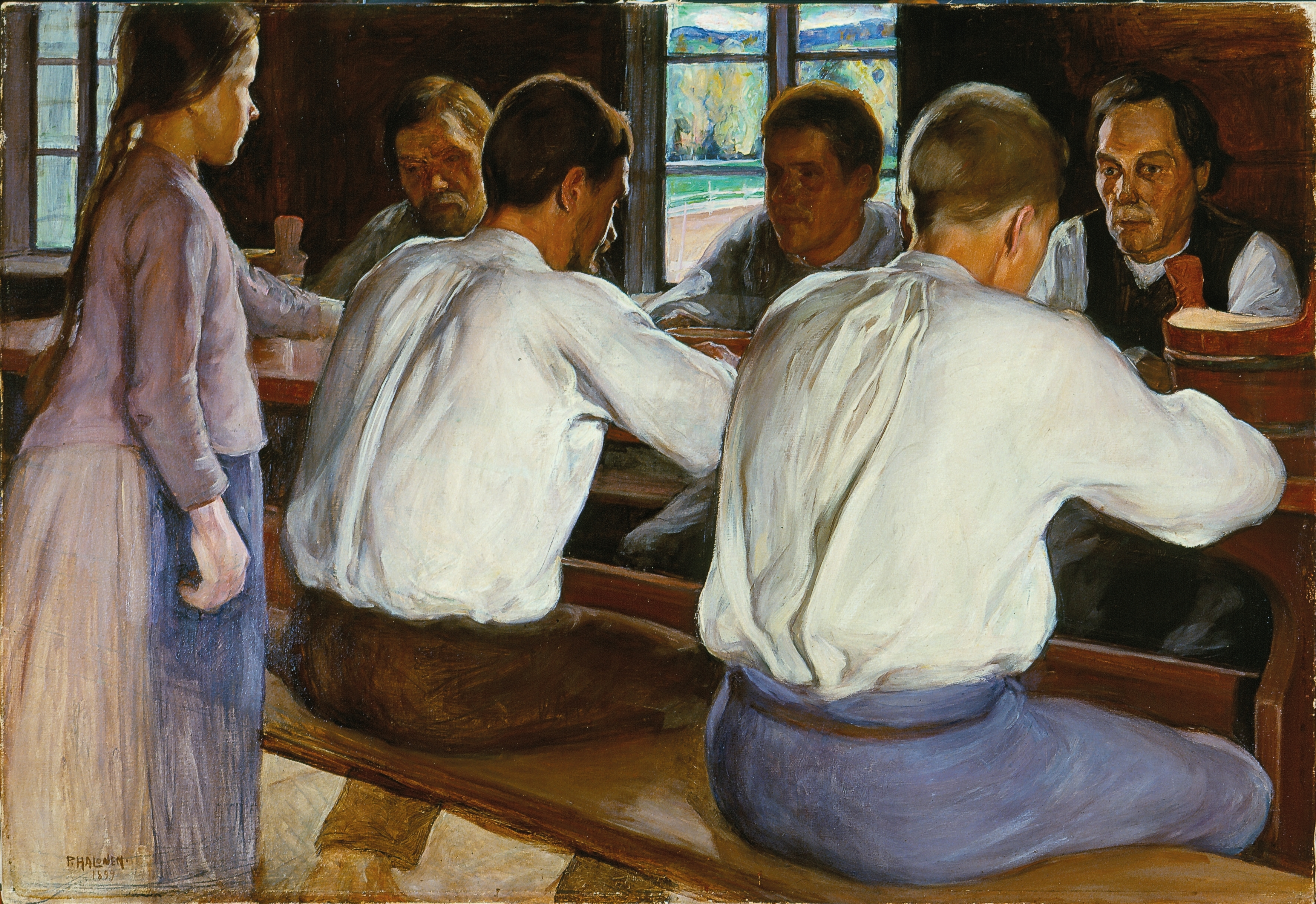
Худ. Пекка Халонен
За трапезой (Ateria), 1899

Художественный музей Дидрихсена (фин. Didrichsenin taidemuseo швед. Didrichsens konst- och kulturmuseum) — художественный музей на острове Куусисаари в районе Мунккиниеми в Хельсинки.
Строительство здания музея проходило в два этапа (1957—1964), в итоге он был открыт для публики в 1965 году. Первым директором музея стал Петер Дидрихсен.
Изначально собрание музея основывалось на традиционном финском искусстве (Аксели Галлен-Каллела, Пекка Халонен, Ээро Ярнефельт), но позднее музей стал специализироваться на произведениях модернизма (Пабло Пикассо, Карла-Хеннингена Педерсена, Антони Тапиеса) и в настоящее время обладает самым значительным собранием произведений скульптора Генри Мура. Памяти Марии-Луизы Дидрихсен посвящена работа скульптора Эйлы Хильтунен «Crescendo».
С апреля 2013 по июнь 2014 года музей находился на капитальной реконструкции и вновь открылся для посетителей 12 июня в День Хельсинки.
С 6 сентября 2014 года по 1 февраля 2015 года в музее проходила уникальная выставка норвежского живописца Эдварда Мунка, в связи с чем организаторами были предприняты чрезвычайно строгие для Финляндии меры безопасности.
Осенью 2020 года в музее (впервые в истории выставочной деятельности в Финляндии) состоялась выставка работ Винсента Ван Гога.